# Adalram von Waldeck

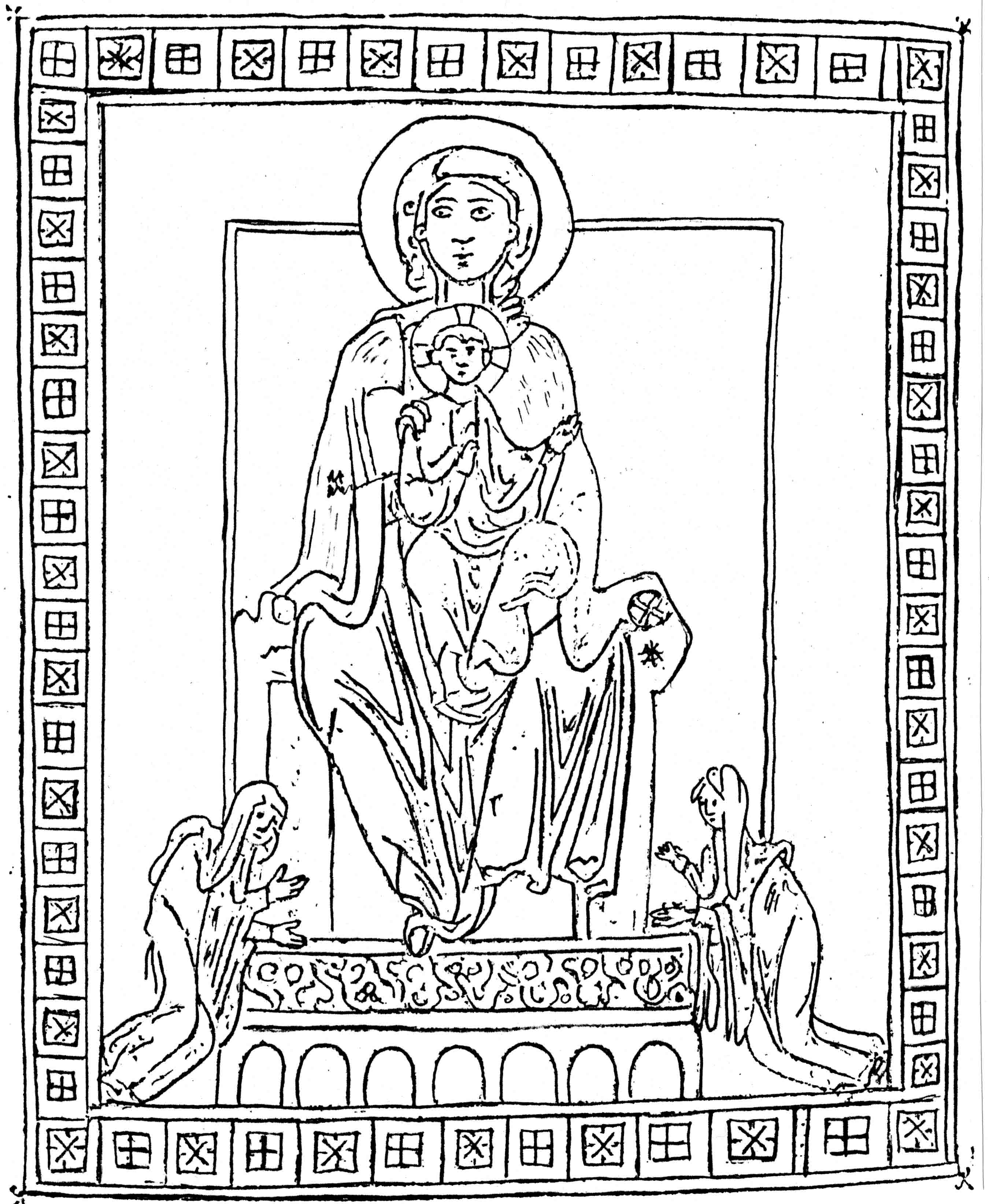
Widmungsblatt Seckau

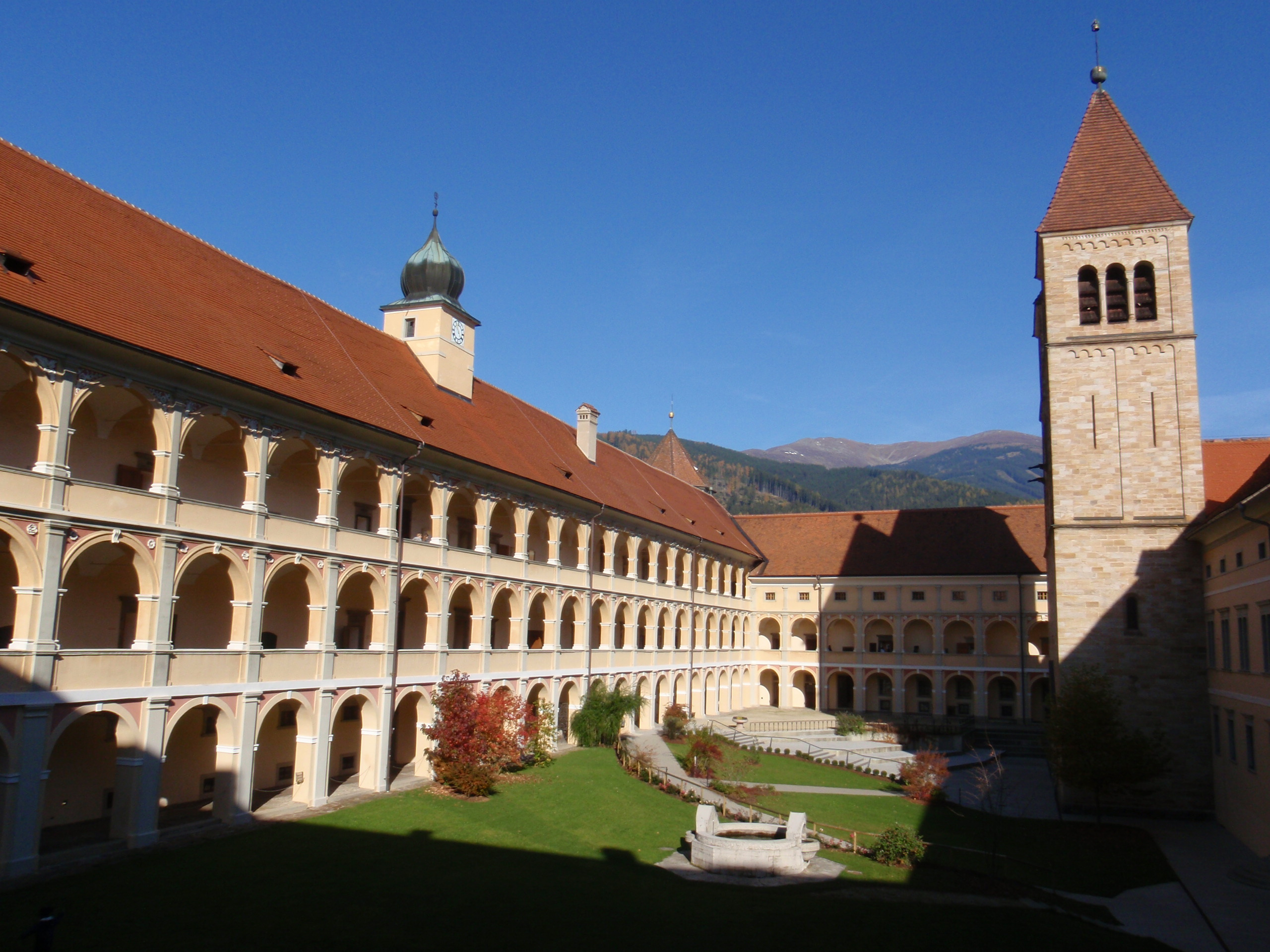
Äußerer Klosterhof der Benediktinerabtei Seckau

Adalram von Waldeck (* um 1100; † 26. Dezember 1182), auch Adalram von Feistritz, war ein hochfreier Adeliger. Er war der Enkel von Aribo II. und Gründer des Stiftes Seckau.

## Leben
Adalram von Waldeck war ein Sohn des Hartnid von der Traisen, somit Bruder von Walter, Ernst und Hartwick. Er war zunächst vermählt mit Perchta aus dem Geschlecht der Offenberg. Seine zweite Frau war Richinza von Perg (⚭ um 1130). Deren Vater, Rudolf von Perg, war weltlicher Vogt des Augustiner Chorherrenstiftes St. Florian in Oberösterreich. Die Tochter der beiden, Benedikta, trat als Nonne in St. Erentraud auf dem Nonnberg in Salzburg ein.
Am 10. Jänner 1140 vollzog Adalram von Waldeck in Friesach – vor dem Salzburger Erzbischof Konrad I. von Abensberg – in Gegenwart der Bischöfe Reginbert von Brixen und Roman I. von Gurk sowie vieler adeliger Zeugen (u. a. Udalrich von Graz) seine Stiftung und gründete in Sankt Marein bei Knittelfeld das Stift Seckau und übereignete es der Kirche von Salzburg.
Grund für die Stiftung dürfte ein Vergehen (delicta) Adalrams gewesen sein, nämlich der Totschlag an seinem Vetter Adalbero von Feistritz († um 1138) im Zuge einer Auseinandersetzung wegen eines Ehebruchs mit seiner Frau Richinza (ab eo peccatis exigentibus dimissa).
Diese Gründung in St. Marein-Feistritz bestand allerdings nur drei Jahre, denn 1142 wurde das Stift an einen geeigneteren Ort, das heutige Seckau, verlegt. Die Gründerfamilie, Adalram von Waldeck und Richinza, traten in der Folge selbst in das Doppelkloster zu Seckau ein. Von Adalram von Waldeck ist das Eintrittsdatum als Konverse in das Chorherrenstift mit 25. Februar 1147 bekannt. 1147 scheint Adalram auch als Besitzer der Burg Starhemberg im Piestingtal auf. Er vermachte sie Ottokar III. Markgrafen von Steiermark. Dieser erweiterte und vollendete als Gegenleistung für die Herrschaften „Waldeck und Storhenberg“ Adalrams Stiftung Seckau. Die letzte urkundliche Erwähnung findet der lebende Adalram von Waldeck am 29. November 1182 in der Traungauer Urkunde Herzog Ottokars IV.
Möglich wurden die großzügigen Schenkungen an die Kirche, da der Familienbesitz derer von Traisen eine beinahe fürstliche Ausdehnung erreicht hatte. Die Kaiser haben die Adeligen für die schweren Kämpfe im Zuge der Ungarneinfälle und die Sicherung der Ostgrenze belohnt.